# Хара Веласкес, Ана
Ана Этель дель Росарио Хара Веласкес (исп. Ana Ethel del Rosario Jara Velásquez; род. 11 мая 1968, Ика, Перу) — перуанский государственный и политический деятель, министр по делам женщин и социального развития Перу с 11 декабря 2011 по 24 февраля 2014 года, министр труда и содействия занятости Перу с 24 февраля по 22 июля 2014 года, премьер-министр Перу с 22 июля 2014 по 2 апреля 2015 года.

## Биография

### Молодые годы, образование и карьера
Ана Хара Веласкес родилась 11 мая 1968 года в городе Ика — центре одноимённого региона в Перу.
Получила начальное и среднее образование в колледже «Антониа Морено де Касерес» в городе Ика. Изучала право и политологию в Национальном университете Сан-Луис Гонзага. После окончания Высшей школы университетских исследований получила степень магистра права по специальности гражданских и коммерческих дел, а позже — степень доктора права. 
С июня 1998 года начала работать нотариусом в Ике. С 2000 по 2001 год была секретарём Взаимного фонда нотариусов Перу. С 2002 по 2003 год была членом Консультативного совета ЗАГСа зоны XI. С 2005 по 2006 год была заместителем декана Колледжа нотариусов Ики.

### Карьера в правительстве
В 2011 году она была избрана в члены Конгресса Перу от Ики от коалиции «Gana Perú», лидер которой, Ольянта Умала, победил на президентских выборах. Она была назначена членом Совета и Постоянного комитета Конгресса, комитетов по надзору и юстиции, секретарём жилищной комиссии, председателем комитета по иностранным делам.
11 декабря 2011 года, президент Ольянта Умала привёл к присяге Ану Хару Веласкес в качестве министра по делам женщин и социального развития, заменив Аиду Гарсию Наранхо. В январе 2012 года офис был переименован в Министерство женщин и уязвимых групп населения.
Она возглавляла это министерство до 24 февраля 2014 года, когда была приведена к присяге в качестве министра труда и содействия занятости.

### Пост премьер-министра
После отставки премьер-министра Рене Корнехо из-за коррупционного скандала, президент Ольянта Умала назначил Ану Хару Веласкес на его пост. Церемония инаугурации состоялась 22 июля 2014 года, в Золотом зале президентского дворца Каса-де-Писарро, после чего Ана Хара стала шестым премьер-министром президентства Умалы. Она сказала, что будет работать над прозрачностью правительства, согласно политике подотчётности и борьбы с коррупцией. В тот же день, пост министра труда и содействия занятости занял Фреди Отарола Пеньяранда.
В начале февраля 2015 года, правительство Перу распорядилось временно приостановить работу спецслужбы страны — Национального разведывательного директората — за шпионаж над государственными чиновниками и оппозиционными деятелями. 19 марта в журнале «Correo Semanal» был опубликован список перуанских законодателей, репортёров, предпринимателей и простых граждан, за которыми якобы ведёт слежку данная спецслужба. 30 марта Ана Хара была вызвана в Конгресс для дачи разъяснений в связи со слежкой, где она отметила, что инициировала по этому факту расследование и заявила, что не делала ничего противозаконного. Тем не менее, после пяти часов обсуждения ситуации в тот же день вечером, депутаты Конгресса приняли вотум недоверия против Хары, 72 голосами против 42 при двух воздержавшихся, что составило почти две трети законодателей. Таким образом, Ана Хара, пробыв всего год на должности премьер-министра, была вынуждена уйти в отставку во исполнение положений конституции Перу, отметив на своей странице в соцсети «Twitter», что «это большая честь, что этот съезд осудил меня». В последний раз Конгресс смещал премьер-министра в 1963 году, которым был Оскар Треллес Монтес, и теперь президент страны Ольянта Умала в течение 72 часов должен сформировать новое правительство, которое станет седьмым для него с 2011 года.